# (7082) La Serena
(7082) La Serena est un astéroïde de la ceinture principale.

## Description
(7082) La Serena est un astéroïde de la ceinture principale. Il fut découvert par Eric Walter Elst et Guido Pizarro le 17 décembre 1987 à l'ESO. Il présente une orbite caractérisée par un demi-grand axe de 3,11 UA, une excentricité de 0,141 et une inclinaison de 15,82° par rapport à l'écliptique.
Il fut nommé d'après La Serena, petite ville du Chili à 600 km au nord de Santiago du Chili.

## Compléments